# Бемпфлінген
Бемпфлінген (нім. Bempflingen) — громада в Німеччині, знаходиться в землі Баден-Вюртемберг. Підпорядковується адміністративному округу Штутгарт. Входить до складу району Есслінген.
Площа — 6,27 км2. Населення становить 3482 ос. (станом на 31 грудня 2020).